# Капельница Шустера

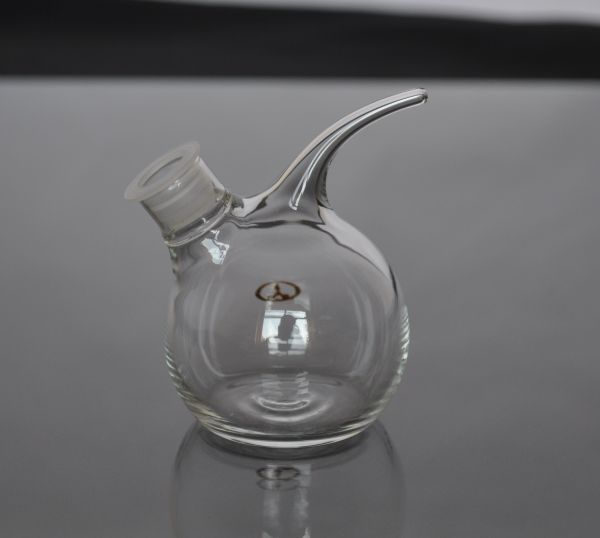
Капельница Шустера

Капельница Шустера — лабораторный стеклянный сосуд округлой формы, изготовленный из химически стойкого стекла класса 1 (ХС-1) с находящимся сбоку горлышком, которое обычно затыкают пробкой и с длинным носиком. Используется в лабораторной практике. Предназначена для по капельного дозирования не вязких жидкостей (в основном индикаторов). Минусом капельницы Шустера является то, что она постоянно открыта и раствор со временем испаряется.